# 氷粉

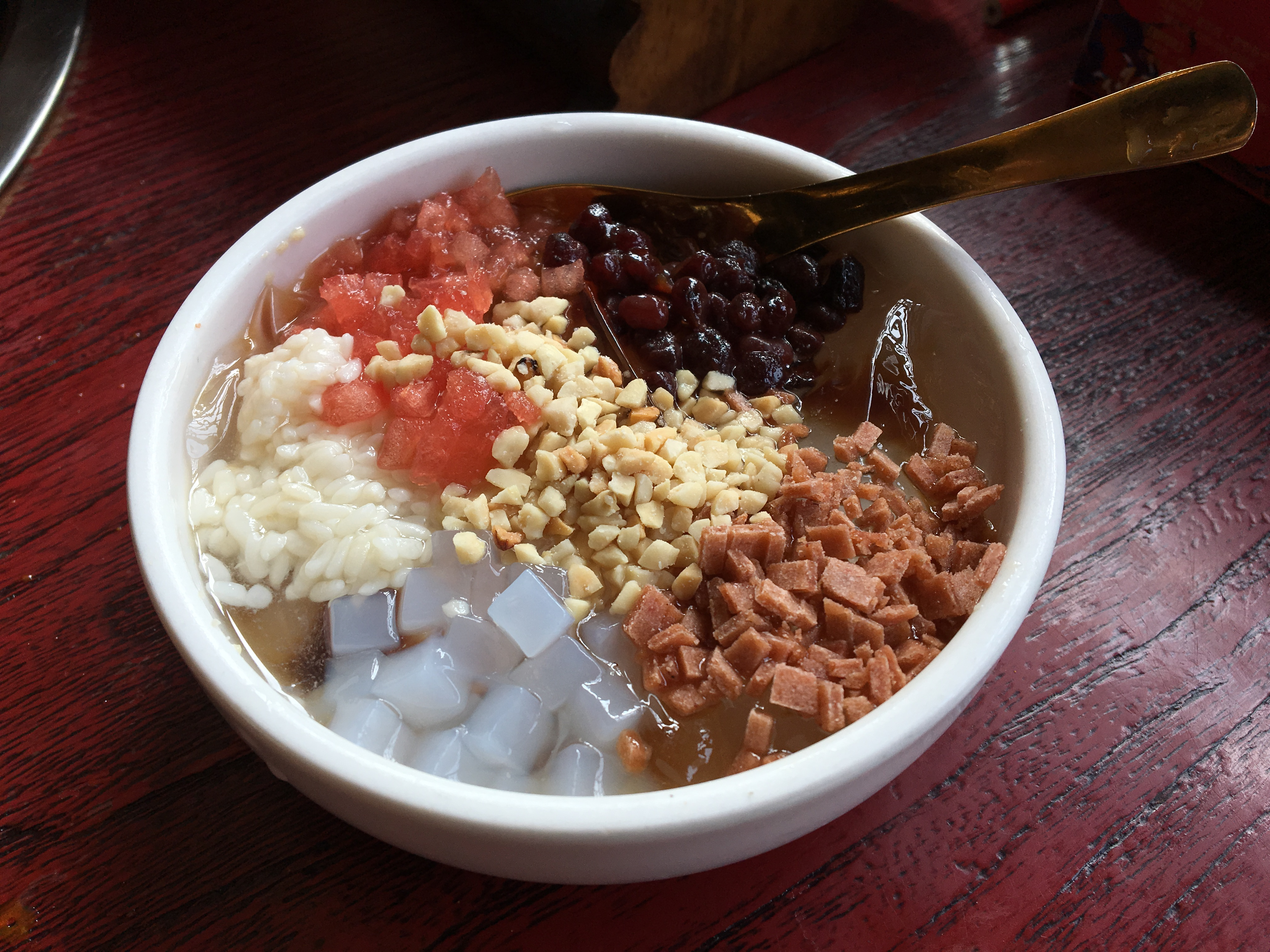
氷粉

氷粉 (ビンフェン、中国語: 冰粉; 拼音: bīngfěn)、あるいはアイスゼリーとは、四川省、貴州省、及び雲南省などの中国西南部が発祥の点心。オオセンナリの種子から作られた透明なゼリーを凍らせたものを、山査子餅やクコの実などの具材と共に盛り付けて供される。 夏に、屋台料理として売られることが多い。